# О'Коннор-Вілінська Валерія Олександрівна
Валерія (Лора) Олександрівна О'Коннор-Вілінська (9 грудня 1866, с. Миколаївка, Кобеляцький повіт, Полтавська губернія, Російська імперія — 19 грудня 1930, Подєбради, Чехословацька республіка) — українська громадська діячка, письменниця і перекладач.
Дружина першого консула України в Швейцарії Олександра Вілінського, своячка відомого композитора Миколи Лисенка (старша сестра Валерії Ольга О'Коннор-Лисенко була дружиною Миколи Лисенка).

## Життєпис
Батько, А. Де-Коннор, був багатим землевласником ірландського походження. Мати належала до роду Лисенків. Освіту здобула в приватній київській гімназії. Працювала в єпархіальній школі, видавничому комітеті Харківського товариства грамотності, була співробітником «Харьковских ведомостей», де друкувала статті й театральні рецензії. У 1890-х роках разом з чоловіком — інженером Олександром Вілінським брала активну участь в українському національно-культурному русі Харкова, згодом — Києва.
З 1905 — активний член Київського літературно-артистичного товариства, Київського товариства «Просвіта» імені Тараса Шевченка, Українського клубу, Товариства українських поступовців. Разом із Людмилою Старицькою-Черняхівською й Олександром Олесем написала низку одноактних п'єс і була широко визнана як драматург. 1913 спільно із чоловіком — Олександром Вілінським — увійшла до редколегії часопису «Сяйво». Під час Першої світової війни працювала у товаристві допомоги населенню Півдня Росії «Юг», брала участь у заснуванні притулків для дітей біженців і виселенців із Галичини.
Була однією з засновників Української Центральної Ради; у 1917–18 роках очолювала літературний відділ у Міністерстві культури УНР та секцію генерального секретарства освіти УЦР Української Держави. У листопаді 1918 разом із чоловіком, який був призначений Директорією УНР укр. консулом у Цюриху, виїхала до Швейцарії і відтоді жила на еміграції у Відні, згодом з 1919 — у Чехословаччині. Друкувалася у «Літературно-науковому віснику», «Воля» (Відень), «Нова Україна» (Прага), перекладала твори франц. письменників для вид-в «Чайка» і «Земля». У Відні очолювала закордонну українську секцію «Ліги миру і свободи». Її твори друкувалися в журналах «Жіноча доля» (Коломия), «Світ дитини» (Львів), «Пчілка» (Ужгород), «Тризуб» (Париж) тощо. В останні роки життя працювала в термінологічній комісії Української господарської академії в Подєбрадах.
Важко переживаючи передчасну смерть чоловіка, скоїла самогубство, кинувшись під потяг 19 грудня 1930 року у місті Подєбради (Чехословацька республіка). Похована у Празі.
На вшанування О'Коннор-Вілінської на Меморіальному пам’ятному знаку, встановленому працівниками Української Господарської Академії на цвинтарі Подєбрад, встановлено окрему меморіальну дошку.

## Творчість
Автор п'єс (у співавторстві з Людмилою Старицькою-Черняхівською й Олександром Олесем) «Сніговий бал», «Візит» (1910); драм «Інститутка» (1911), «Сторінки минулого» (1912); повісті «Скарб» (1924), роману-хроніки «На еміграції»; творів для дітей; спогадів «Лисенки й Старицькі» (посм., 1936). У 2003 рукопис роману «На еміграції» про життя перших українських дипломатів та початок становлення українських дипломатичних місій у Європі зусиллями Генконсульства України у Кракові віднайдено в Національному Інституті ім. Оссолінських у польському місті Вроцлав і вперше видано львівським видавництвом «Світ».
Перекладала закордонних письменників українською. Перебуваючи ще в Україні, О'Коннор-Вілінська надрукувала кілька своїх перекладів з Беранже та Анатоля Франса, проте основний масив її перекладацьких праць належить до пізнішого періоду — 1920-х років, часу її перебування в еміґрації.

### Власні твори
- «Сніговий баль» — п'єса (1910)
- «Візит» — п'єса (1910)
- «Інститутка» — імпресіоністська драма (1911)
- «Сторінка минулого» імпресіоністська драма (1912)
- Валерія О'Коннор-Вілінська З розгону: водевіль на 1 дію; по Масфельду-Ленському. — Вінніпег: Накладом української книгарні «Акорд». — 1921. — 31 с.
- «Скарб» повість (1924)
- Валерія О'Коннор-Вілінська Лисенки й Старицькі: спогади. — Львів: З друкарні Видавничої спілки «Діло», 1936. — 82 с.
- (посмертно) Валерія О'Коннор-Вілінська На еміграції: роман-хроніка. — Львів: Світ, 2005. — 232 с. — ISBN 966-603-383-6.

### Переклади українською мовою
- Віктор Гюго Люкреція Борджія: три дії. Переклад з французької: Валерія О'Коннор-Вілінська. передмова: Остап Грицай. — Київ, Відень, Львів: Видавництво «Чайка»; Друкарня Х. Райсера Синів. — 1920. — 94 с.